# Farewell-Inseln
Die Farewell-Inseln sind eine australische Inselgruppe im Westen des Archipels der Torres-Strait-Inseln. Sie liegen etwa 6 km nordwestlich von Badu Island.
Die Gruppe besteht aus zwei sehr kleinen, flachen Felsinseln, die von einem rund 1,4 km² großen Korallenriff umgeben sind; die Inseln sind unbewohnt.
Lage der Inseln:
| Insel           | Lage   | Fläche km² | Geokoordinaten        |
| --------------- | ------ | ---------- | --------------------- |
| Farewell Island | Norden | 0,026      | 10° 03′ S, 142° 04′ O |
| (unbenannt)     | Osten  | 0,017      | 10° 03′ S, 142° 04′ O |

Verwaltungsmäßig gehören die Farewell-Inseln zu den Western Islands, einer Inselregion im Verwaltungsbezirk Torres Shire von Queensland.